# Чемпионат мира по футболу 2026 (отборочный турнир, УЕФА, группа H)
Жеребьёвка отборочного турнира европейской квалификации чемпионата мира 2026 прошла в Цюрихе 13 декабря 2024 года. В группу H зоны УЕФА попали сборные следующих стран: Австрия, Румыния, Босния и Герцеговина, Кипр и Сан-Марино.
Матчи в группе H проходят с 21 марта по 18 ноября 2025 года.
Сборная, занявшая первое место, выходит в финальную часть чемпионата мира напрямую. Сборная, занявшая второе место, принимает участие в стыковых матчах за право выхода в финальную часть турнира.

## Таблица
| Поз | Команда              | И | В | Н | П | МЗ | МП | РМ  | О | Квалификация                        |       | Босния и Герцеговина | Австрия | Румыния | Республика Кипр | Сан-Марино |
| --- | -------------------- | - | - | - | - | -- | -- | --- | - | ----------------------------------- | ----- | -------------------- | ------- | ------- | --------------- | ---------- |
| 1   | Босния и Герцеговина | 3 | 3 | 0 | 0 | 4  | 1  | +3  | 9 | Квалификация на чемпионат мира 2026 |       | —                    | 9 сен   | 15 ноя  | 2:1             | 1:0        |
| 2   | Австрия              | 2 | 2 | 0 | 0 | 6  | 1  | +5  | 6 | Выход в раунд плей-офф              |       | 18 ноя               | —       | 2:1     | 6 сен           | 9 окт      |
| 3   | Румыния              | 4 | 2 | 0 | 2 | 8  | 4  | +4  | 6 |                                     |       | 0:1                  | 12 окт  | —       | 2:0             | 18 ноя     |
| 4   | Кипр                 | 3 | 1 | 0 | 2 | 3  | 4  | −1  | 3 |                                     | 9 окт | 15 ноя               | 9 сен   | —       | 2:0             |            |
| 5   | Сан-Марино           | 4 | 0 | 0 | 4 | 1  | 12 | −11 | 0 |                                     | 6 сен | 0:4                  | 1:5     | 12 окт  | —               |            |

## Матчи
Расписание матчей было опубликовано УЕФА после жеребьёвки 13 декабря 2024 года в Цюрихе. Время начала матчей указано центральноевропейское (CET)/центральноевропейское летнее (CEST) (местное время, если оно отличается, указано в скобках).
| Кипр                        | 2:0     | Сан-Марино |
| --------------------------- | ------- | ---------- |
| - Питтас 55′ - Какуллис 86′ | (отчёт) |            |

| Румыния | 0:1     | Босния и Герцеговина |
| ------- | ------- | -------------------- |
|         | (отчёт) | Гигович 14′          |

| Босния и Герцеговина               | 2:1     | Кипр         |
| ---------------------------------- | ------- | ------------ |
| - Демирович 22′ - Хайрадинович 56′ | (отчёт) | Питтас 45+2′ |

| Сан-Марино   | 1:5     | Румыния                                                                                  |
| ------------ | ------- | ---------------------------------------------------------------------------------------- |
| Дзаннони 67′ | (отчёт) | - Чеволи 6′ (авт.) - Попеску 44′ - Р. Марин 55′ (пен.) - Хаджи 75′ (пен.) - Алибек 90+5′ |

| Босния и Герцеговина | 1:0     | Сан-Марино |
| -------------------- | ------- | ---------- |
| Джеко 66′            | (отчёт) |            |

| Австрия                       | 2:1     | Румыния      |
| ----------------------------- | ------- | ------------ |
| - Грегорич 42′ - Забитцер 60′ | (отчёт) | Алибек 90+5′ |

| Румыния                  | 2:0     | Кипр |
| ------------------------ | ------- | ---- |
| - Тэнасе 43′ - Ман 45+2′ | (отчёт) |      |

| Сан-Марино | 0:4     | Австрия                                              |
| ---------- | ------- | ---------------------------------------------------- |
|            | (отчёт) | - Арнаутович 3′ 15′ - Грегорич 11′ - Баумгартнер 27′ |

| Австрия | –:–     | Кипр |
| ------- | ------- | ---- |
|         | (отчёт) |      |

| Сан-Марино | –:–     | Босния и Герцеговина |
| ---------- | ------- | -------------------- |
|            | (отчёт) |                      |

| Босния и Герцеговина | –:–     | Австрия |
| -------------------- | ------- | ------- |
|                      | (отчёт) |         |

| Кипр | –:–     | Румыния |
| ---- | ------- | ------- |
|      | (отчёт) |         |

| Австрия | –:–     | Сан-Марино |
| ------- | ------- | ---------- |
|         | (отчёт) |            |

| Кипр | –:–     | Босния и Герцеговина |
| ---- | ------- | -------------------- |
|      | (отчёт) |                      |

| Сан-Марино | –:–     | Кипр |
| ---------- | ------- | ---- |
|            | (отчёт) |      |

| Румыния | –:–     | Австрия |
| ------- | ------- | ------- |
|         | (отчёт) |         |

| Кипр | –:–     | Австрия |
| ---- | ------- | ------- |
|      | (отчёт) |         |

| Босния и Герцеговина | –:–     | Румыния |
| -------------------- | ------- | ------- |
|                      | (отчёт) |         |

| Австрия | –:–     | Босния и Герцеговина |
| ------- | ------- | -------------------- |
|         | (отчёт) |                      |

| Румыния | –:–     | Сан-Марино |
| ------- | ------- | ---------- |
|         | (отчёт) |            |

## Бомбардиры
Примечание: В скобках указано, сколько голов из общего числа забито с пенальти.
2 гола
- Марко Арнаутович
- Михаэль Грегорич
- Иоаннис Питтас
- Денис Алибек

1 гол
- Кристоф Баумгартнер
- Марсель Забитцер
- Армин Гигович
- Эрмедин Демирович
- Эдин Джеко
- Харис Хайрадинович
- Андроникос Какуллис
- Деннис Ман
- Рэзван Марин (1)
- Михай Попеску[англ.]
- Флорин Тэнасе[англ.]
- Янис Хаджи (1)
- Самуэле Дзаннони[англ.]

Автоголы
- Микеле Чеволи (в матче против  Румынии)

## Комментарии
1. ↑  CET (UTC+1) до 29 марта и после 26 октября 2025 года, CEST (UTC+2) с 30 марта по 25 октября 2025 года.